# Lithobius sotshiensis
Lithobius sotshiensis är en mångfotingart som beskrevs av Karl Wilhelm Verhoeff 1937. Lithobius sotshiensis ingår i släktet Lithobius och familjen stenkrypare. Inga underarter finns listade i Catalogue of Life.